# Бойл, Чарльз, 10-й граф Корк
 Чарльз Спенсер Каннинг Бойл, 10-й граф Корк и Оррери (англ. Charles Boyle, 10th Earl of Cork; 24 ноября 1861 — 25 марта 1925) — англо-ирландский дворянин, военный и пэр. С 1861 по 1904 год носил титул  виконта Дангарвана .
Полная титулатура: 10-й лорд Бойл (барон из Бронгхилла) (с 22 июня 1904), 7-й барон Бойл из Марстона в графстве Сомерсет (с 22 июня 1904), 10-й виконт Бойл из Киналмики в графстве Корк (с 22 июня 1904), 10-й граф Корк (с 22 июня 1904), 10-й граф Оррери (с 22 июня 1904), 11-й виконт Дангарван в графстве уотерфорд (с 22 июня 1904), 10-й лорд Бойл (барон из Йола) в графстве Корк (с 22 июня 1904), 10-й барон Бандон-Бридж в графстве корк (с 22 июня 1904 года).

## Биография
Родился 24 ноября 1861 года в Лондоне. Старший сын Ричарда Бойла, 9-го графа Корка и Оррери (1829—1904), и леди Эмили Шарлотте де Бург (1828—1912). В 1875—1878 года учился в Итонском колледже.
26 сентября 1885 года Чарльз Спенсер Бойл был назначен заместителем лорд-лейтенанта графства Сомерсет. В 1891 году он стал великим магистром масонов Сомерсета.
1 июля 1881 года Чарльз Бойл был назначен лейтенантом в Йоменский полк Северного Сомерсета, которым по совместительству командовал его отец . 5 июня 1886 года он был произведен в капитаны, а 27 мая 1893 года сменил своего отца на посту подполковника-коменданта полка.
Вторая Англо-бурская война началась в октябре 1899 года, и после первых поражений британское правительство завербовало офицеров ополчения и йоменов для увеличения их боевых сил. Лорд Дангарван покинул Саутгемптон в феврале 1900 года и прибыл в Кейптаун в следующем месяце. Его откомандировали на службу в Южную Африку во время Второй Англо-бурской войны 3 апреля 1901 года. Он был командиром 22-го имперского йоменского батальона. Чарльз вышел в отставку 15 января 1902 года, когда ему было присвоено почетное звание майора армии. Позднее в том же месяце он вернулся в Великобританию на борту SS Saxon, и стал подполковником по учреждению Северного Сомерсетского имперского йоменства. 8 августа 1903 года ему было присвоено почетное звание полковника. 7 ноября 1903 года лорд Дангарван подал в отставку со своего поста йоменри, сохранив свой чин.
22 июня 1904 года после смерти своего отца Ричарда Бойла, 9-го графа Корка и Оррери, Чарльз Спенсер Каннинг Бойл унаследовал графский титул.
Лорд Корк женился 21 ноября 1918 года на миссис Розали Грей (? −15 марта 1930), дочери Уильяма Уотермана де Вильерса из Ромси, графство Хэмпшир, но не имел потомства.
25 марта 1925 года 63-летний Чарльз Бойл, 10-й граф Корк, скончался в Лондоне. Он был похоронен 27 марта того же года в Марстон-хаусе, Фрум, графство Сомерсет. Его титулы унаследовал его младший брат, Роберт Бойл, 11-й граф Корк и Оррери (1864—1934).